# Lubná (ort i Tjeckien, Pardubice)
Lubná är en ort i Tjeckien.   Den ligger i regionen Pardubice, i den centrala delen av landet, 130 km öster om huvudstaden Prag. Lubná ligger 495 meter över havet och antalet invånare är 999.
Terrängen runt Lubná är huvudsakligen platt, men västerut är den kuperad. Runt Lubná är det tätbefolkat, med 266 invånare per kvadratkilometer. Närmaste större samhälle är Polička, 7,2 km söder om Lubná. Trakten runt Lubná består till största delen av jordbruksmark.